# حيويات مطوقة
الحيويات المطوقة (الاسم العلمي:Choanobionta) هي 
تصنيف من حقيقيات النوى التي يعتمد طابعها الأحادي النمط بشكل أساسي على التحليلات الجزيئية للرنا الريباسي 18S. (ARN ribosomique 18S)
تم طرح فرضية هذا التجمع سابقًا على أساس التشابه بين الهياكل الخلوية للسوطيات الطوقية والخلايا ذات الطوق للإسفنجيات، ثم تم التخلي عنها في منتصف القرن العشرين بسبب مظهرها البسيط للغاية. تتوزع الحيويات المطوقة في جميع أنحاء العالم.